# Лесно Брдо (Врхника)
Лесно Брдо (словен. Lesno Brdo) — поселення в общині Врхника, Осреднєсловенський регіон, Словенія. 
Висота над рівнем моря: 299,9 м.